# Тур (пірамідка)

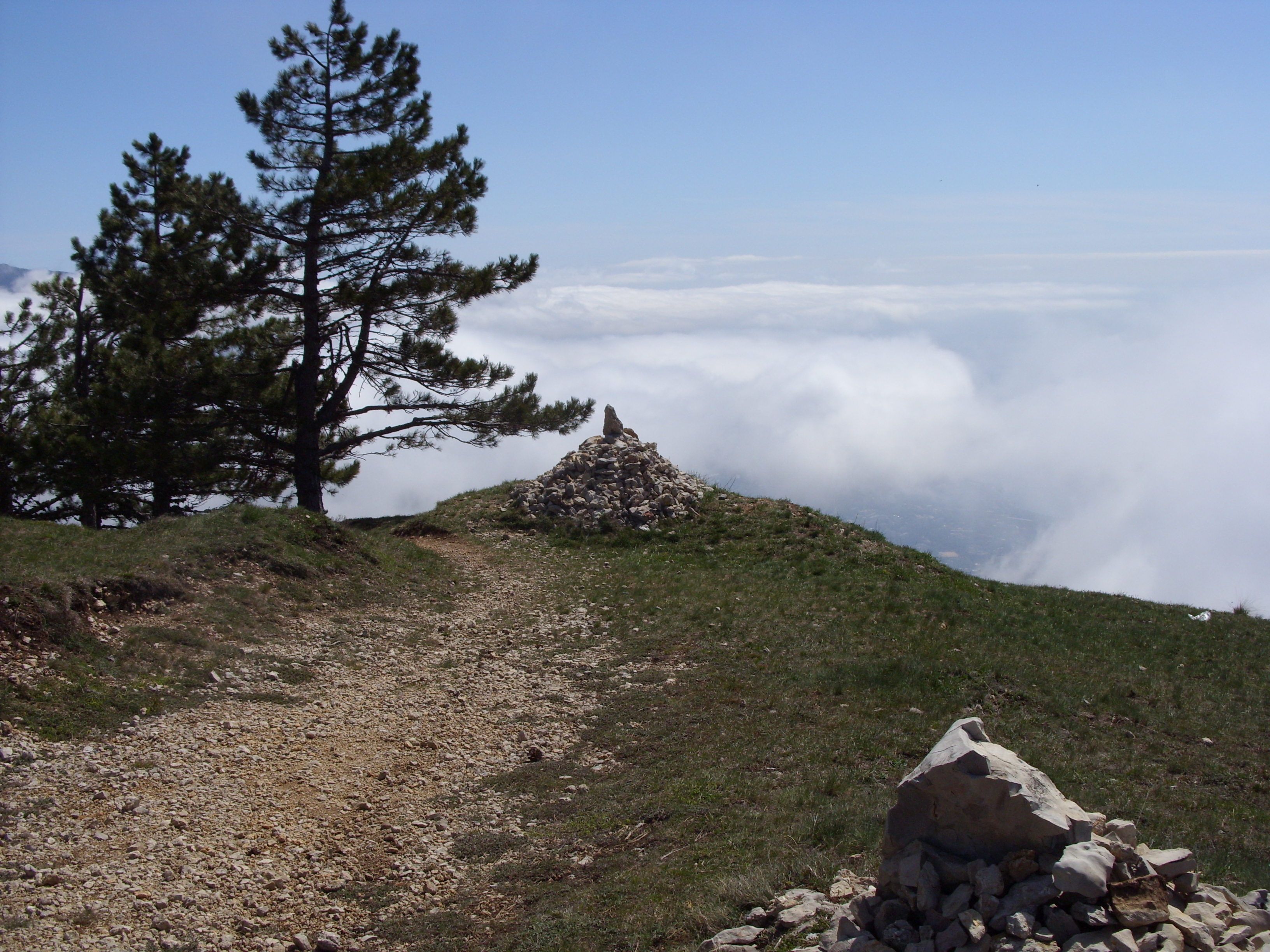
Тури на Ялтинській яйлі

Тур, гурій, каїрн — штучна споруда у вигляді кам'яної гірки, часто у формі піраміди, яку викладають у горах для позначення маршруту або вершини гори.
Альпіністи часто складають тури на підкорених вершинах, закладаючи в неї записку про учасників сходження, їхнє громадянство та ін.

## Призначення
Тури створюються з різною метою:
- Вони могли відзначати місця поховань і / або служити пам'ятниками полеглим.
- Вони можуть відзначати вершину гори.
- Розташовані через рівні проміжки вони вказують шлях через кам'янисті безплідні пустки або через гірські льодовики.
- У Північній Америці турами могли відзначати стежки бізонів, часто їх викладали в формі черепах чи інших тварин. Тури могли використовуватися й в астрономічних цілях. Найвідоміші індіанські тури на сході США — Оулі-Гіллз і Кам'яний орел.
- У канадській Арктиці ескімоси зводили тури у формі людини з придорожніх каменів для позначки довжини шляху або як покажчик напрямку.
- У канадських приморських провінціях тури використовувалися як схожі на маяк ліхтарі, які служили орієнтиром човнам, як описано в романі The Shipping News.
- У парках, що демонструють незвичайні скельні утворення, подібно Гранд-Каньйона, туристи нерідко складають невеликі найпростіші тури.
- Тури вздовж туристичних стежок часто з'являються шляхом додавання до купи каменів ще одного кожним наступним туристом.
- Деякі тури просто є місцями, куди фермери складають велику кількість каменів, зібраних зі свого поля.
- У деяких місцях регулярно проводяться ігри, в ході яких будують найпривабливіший тур.

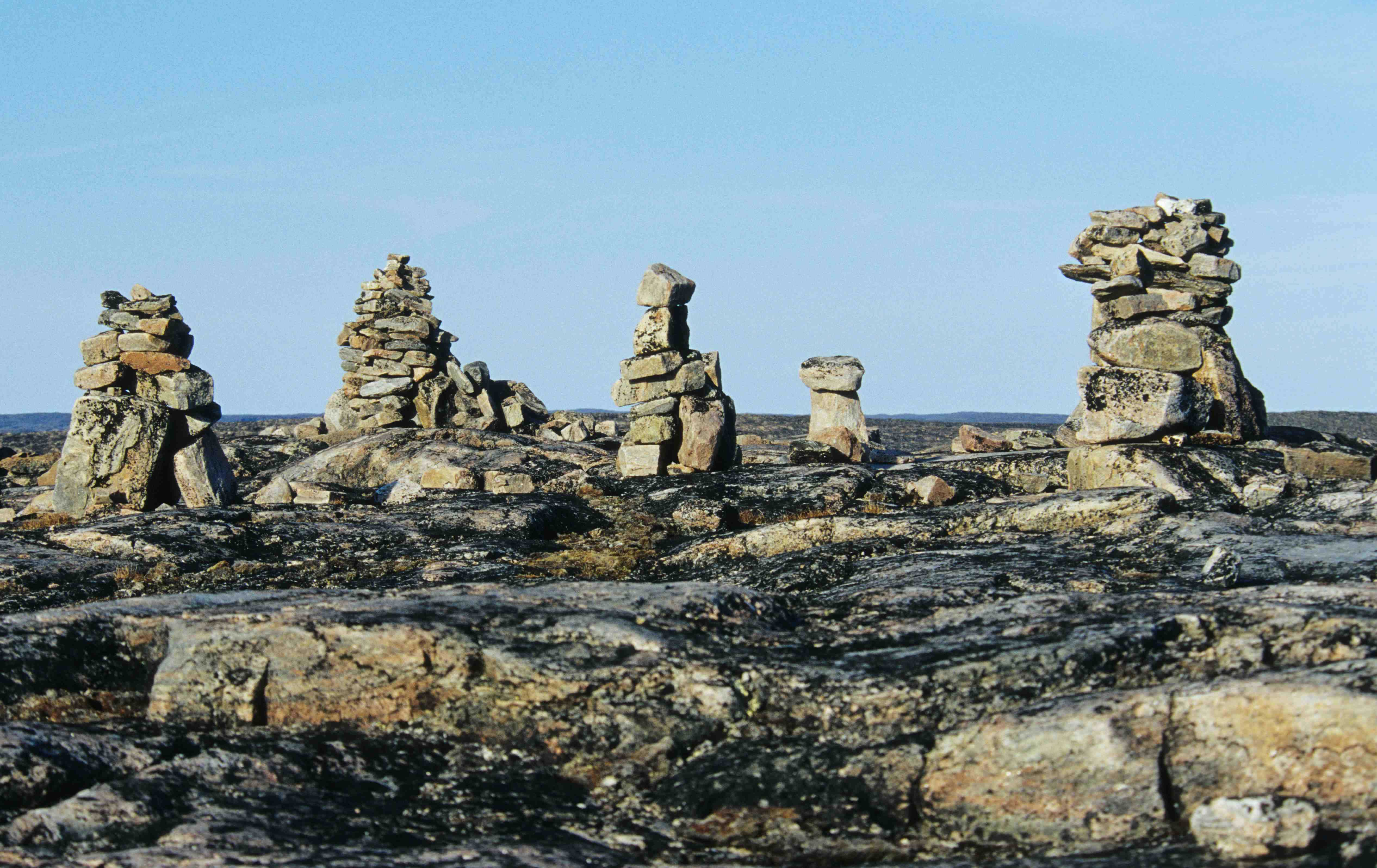
Ескімоські тури, Канада
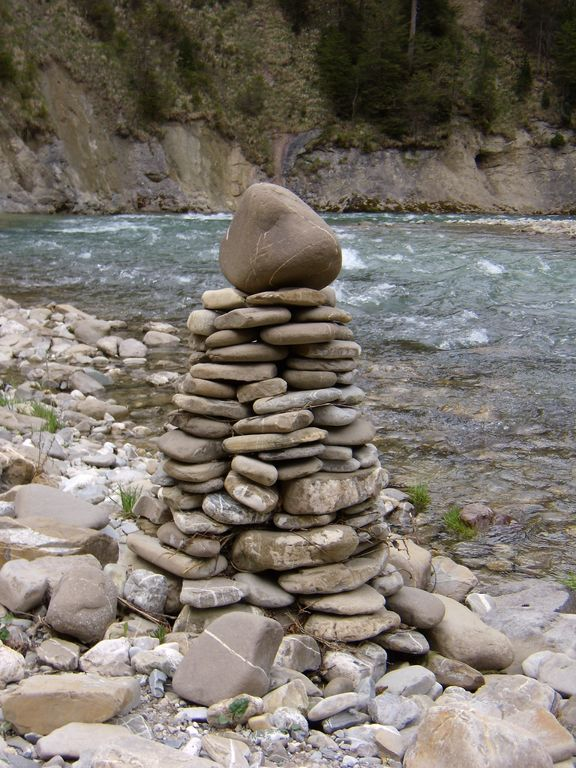
Тур біля річки
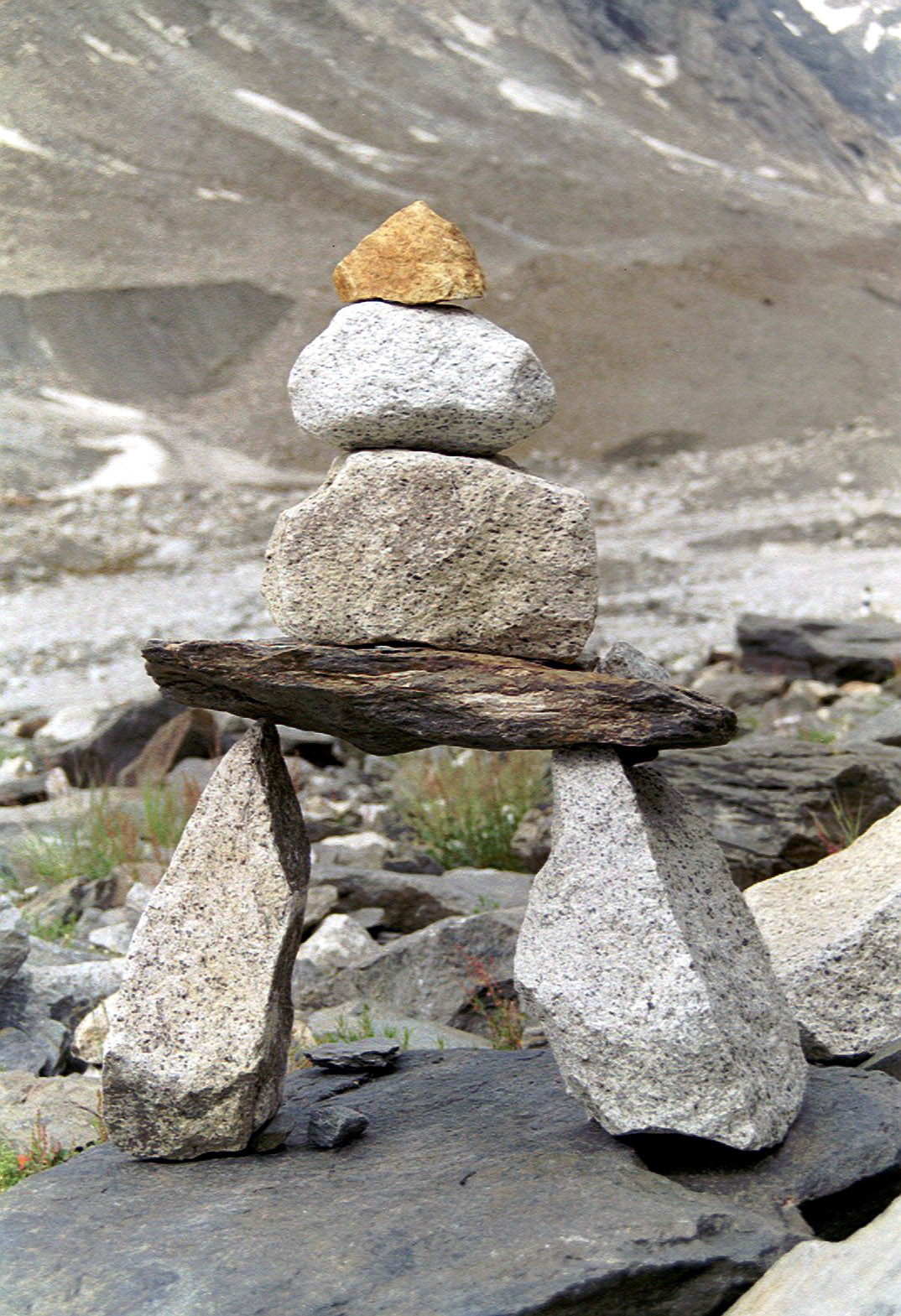
Тур для позначки шляху вздовж льодовика
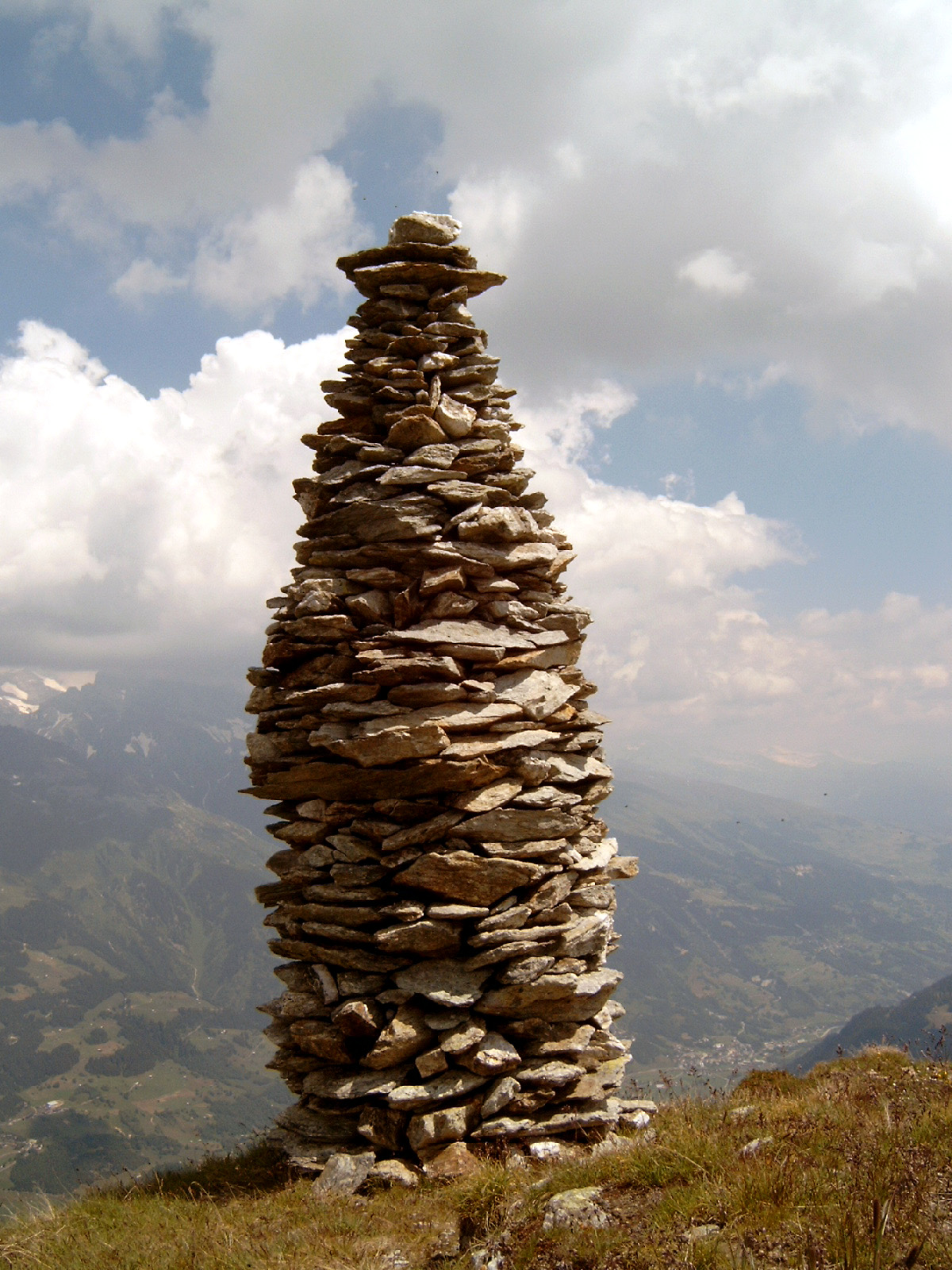
Альпійський тур, Швейцарія

## Каїрн

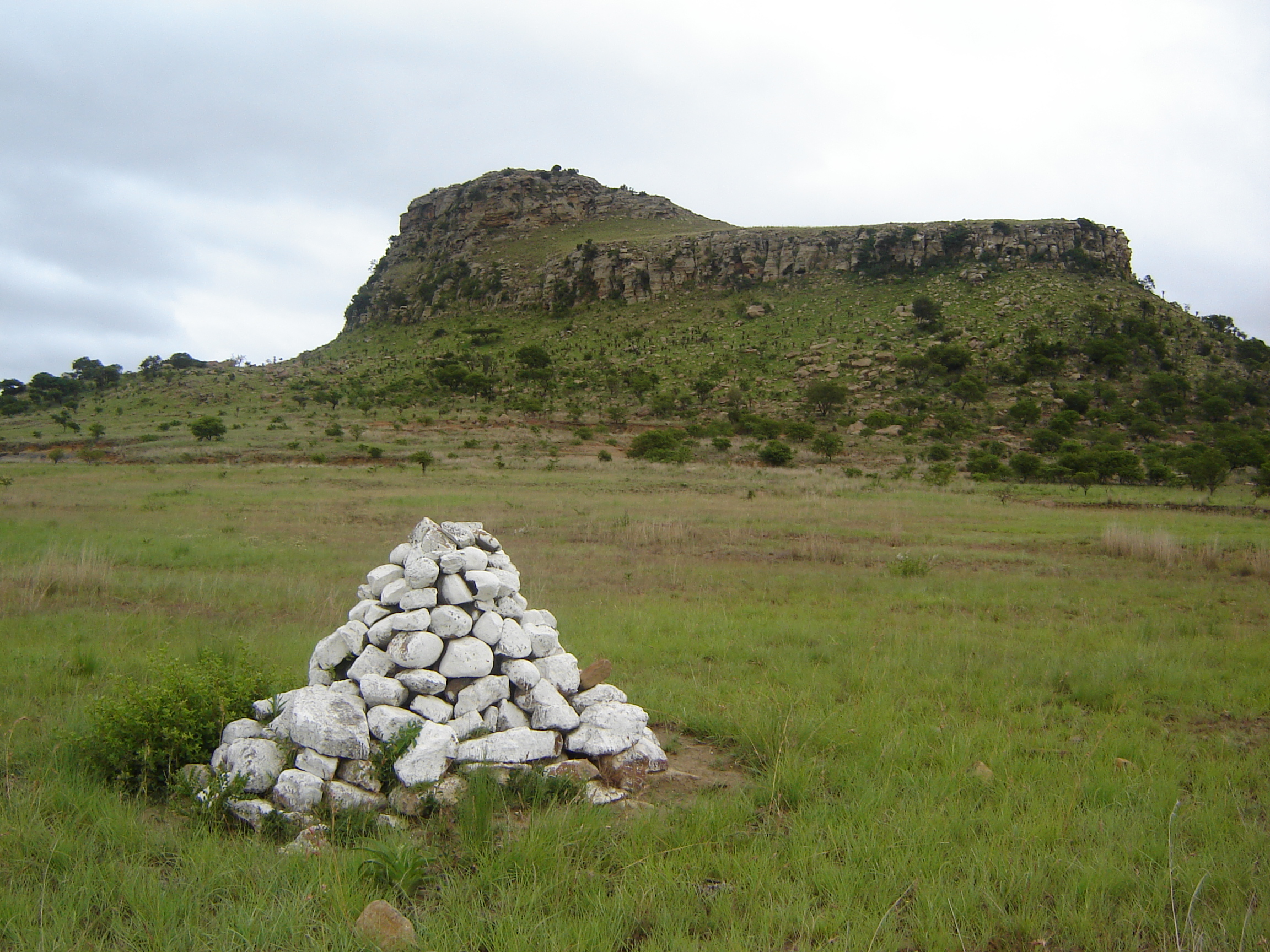
Каїрн, що позначає місце масових поховань на полі битви при Ісандлвані

Відповідний англійський термін каїрн (англ. cairn) часто використовується як синонім слова «курган» в областях, де насипи складалися з каменю. Зазвичай каїрни можна знайти на вересових пустках, гірських вершинах або поблизу водних шляхів. У давні часи каїрни споруджувалися як пам'ятники, як могильні камені, або використовувалися в практичних і астрономічних цілях.